# Megan Foster
Pas d'image ? Cliquez ici

b Matchs officiels uniquement.
Megan Foster, née le 24 avril 1992, est une joueuse internationale américaine de rugby à XV évoluant au poste de demi d'ouverture.

## Biographie
Megan Foster naît le 24 avril 1992. En 2022, elle joue pour le club d'Exeter Chiefs en Angleterre. Elle est retenue en septembre 2022 pour disputer sous les couleurs de son pays la Coupe du monde en Nouvelle-Zélande.